# Mistrzostwa Ameryki Południowej Juniorów w Lekkoatletyce 2015
41. Mistrzostwa Ameryki Południowej Juniorów w Lekkoatletyce – zawody lekkoatletyczne dla sportowców do lat 19, które odbyły się między 29 a 31 maja 2015 w ekwadorskim mieście Cuenca.

## Rezultaty

### Mężczyźni
| Konkurencja:                           | 1. miejsce                                                                                          | Rezultat  | 2. miejsce                                                                       | Rezultat  | 3. miejsce                                                                              | Rezultat  |
| Bieg na 100 m                          | Vitor Hugo dos Santos                                                                               | 10,29     | Derick Silva                                                                     | 10,38     | Arturo Deliser                                                                          | 10,49     |
| Bieg na 200 m                          | Arturo Deliser                                                                                      | 20,86     | Derick Silva                                                                     | 20,92     | Enzo Faulbaum                                                                           | 21,06     |
| Bieg na 400 m                          | Maykon do Nascimento                                                                                | 46,73     | Anderson Cerqueira                                                               | 47,19     | Martin Tagle                                                                            | 48,12     |
| Bieg na 800 m                          | Pedro José de Palma                                                                                 | 1:51,76   | Jean Andres Jacome                                                               | 1:53,03   | Cristian Castro                                                                         | 1:53,54   |
| Bieg na 1500 m                         | Rodrigo Valério Silva                                                                               | 4:05,83   | Yonathan Ichiparra                                                               | 4:07,26   | Israel Arellano                                                                         | 4:07,67   |
| Bieg na 5000 m                         | Jefersón Revelo                                                                                     | 15:34,45  | Reiner Paucara                                                                   | 15:36,56  | Richard Cálisaya                                                                        | 15:37,57  |
| Bieg na 10 000 m                       | Jefersón Revelo                                                                                     | 32:35,46  | Richard Cálisaya                                                                 | 32:59,72  | Edson Lima                                                                              | 33:16,86  |
| Bieg na 110 m przez płotki (99/100 cm) | Diego del Mónaco                                                                                    | 13,74     | Gastón Fernando Sayago                                                           | 13,93     | Igor Jerónimo                                                                           | 13,95     |
| Bieg na 400 m przez płotki             | Mikael Antonio de Jesús                                                                             | 50,96     | Asafa Virgolino                                                                  | 51,07     | Stiven Medina                                                                           | 52,42     |
| Bieg na 3000 m z przeszkodami          | Gerson Montes de Oca                                                                                | 9:53,00   | Danny Guamán                                                                     | 9:54,00   | Yonathan Ichiparra                                                                      | 9:54,28   |
| Sztafeta 4 x 100 m                     | Brazylia · Paulo André de Oliveira · Derick Silva · Aliffer dos Santos Junior · Rodrigo de Oliveira | 39,90     | Chile · César Ignacio Cofre · Sebastián Keitel · Nicolás Ahumada · Enzo Faulbaum | 40,62     | Ekwador · Edison Sebastián Acuña · Carlos Perlaza · Luis Enrique Calvo · Edison Camacho | 41,32     |
| Sztafeta 4 x 400 m                     | Brazylia · Gabriel Dos Santos · Anderson Cerqueira · Alexsandro Vitorino · Maykon do Nascimento     | 3:08,86   | Chile · Nicolás Ahumada · José Manuel Del Prado · Martin Tagle · Enzo Faulbaum   | 3:13,79   | Peru · Luis Adrián Iriarte · Luis Benza · Mauricio Garrido · José Becerra               | 3:16,92   |
| Chód na 10 000 m                       | César Rodríguez                                                                                     | 43:04,18  | Paolo Yurivilca                                                                  | 43:04,23  | Braulio Morocho                                                                         | 44:15,83  |
| Skok wzwyż                             | Jeaiver Jesus Moreno                                                                                | 2,13      | Jaime Escobar                                                                    | 2,11      | Guilherme dos Santos                                                                    | 2,11      |
| Skok o tyczce                          | José Rodolfo Pacho                                                                                  | 5,15      | Bruno Germano Spinelli                                                           | 5,00      | Josue Gutierrez                                                                         | 4,80      |
| Skok w dal                             | Samory Fraga                                                                                        | 7,62      | Eduardo Andrés Landeta                                                           | 7,56      | Santiago Luis Cova                                                                      | 7,42      |
| Trójskok                               | Ulises Costa                                                                                        | 16,23     | Leodan Torrealba                                                                 | 15,14     | Santiago Luis Cova                                                                      | 15,03     |
| Pchnięcie kulą (6 kg)                  | Santiago Espin                                                                                      | 18,68 NJR | Wellington Filho                                                                 | 18,24     | Sebastián Lazen                                                                         | 18,04     |
| Rzut dyskiem (1,5 kg)                  | Cleverson Oliveira                                                                                  | 57,02     | Santiago Espin                                                                   | 53,10     | Davi Ferreira Jr.                                                                       | 52,84     |
| Rzut młotem (6 kg)                     | Joaquín Gómez                                                                                       | 80,59 WJL | Humberto Mansilla                                                                | 78,69     | Gabriel Enrique Kehr                                                                    | 77,50     |
| Rzut oszczepem                         | Francisco Muse                                                                                      | 70,18     | Pedro Luiz Barros                                                                | 64,62     | Sebastián Tapia                                                                         | 62,20     |
| Dziesięciobój (juniorów)               | Hellerson da Costa                                                                                  | 7211 pkt. | César Jofre                                                                      | 6675 pkt. | Adrián Almarza                                                                          | 6506 pkt. |

### Kobiety
| Konkurencja:                  | 1. miejsce                                                                                         | Rezultat      | 2. miejsce                                                                              | Rezultat  | 3. miejsce                                                                  | Rezultat  |
| Bieg na 100 m                 | Ángela Tenorio                                                                                     | 11,09 =NR AJR | Evelyn de Paula                                                                         | 11,56     | Kenia Quiñonez                                                              | 11,59     |
| Bieg na 200 m                 | Ángela Tenorio                                                                                     | 22,84 AJR     | Vitoria Cristina Rosa                                                                   | 23,48     | Mirna da Silva                                                              | 24,14     |
| Bieg na 400 m                 | Tabata de Carvalho                                                                                 | 54,52         | Noeli Anahí Martínez                                                                    | 55,35     | Jimena Copara                                                               | 55,83     |
| Bieg na 800 m                 | Pietra Ornelas da Silva                                                                            | 2:17,41       | Liliane dos Santos Mariano                                                              | 2:18,54   | Katherine Tisalema                                                          | 2:18,83   |
| Bieg na 1500 m                | Katherine Tisalema                                                                                 | 4:41,50       | Ruth Cjuro                                                                              | 4:47,59   | Karina Basilio                                                              | 4:48,23   |
| Bieg na 3000 m                | Saida Meneses                                                                                      | 10:08,12      | Sheyla Eulogio                                                                          | 10:12,84  | Ericka Panchi                                                               | 10:21,11  |
| Bieg na 5000 m                | Zaida Meneses                                                                                      | 17:43,21      | Ericka Panchi                                                                           | 17:47,56  | Sunilda Lozano                                                              | 17:55,87  |
| Bieg na 100 m przez płotki    | Clara Marín                                                                                        | 13,48 NJR     | Triana Alonso                                                                           | 15,21     |                                                                             |           |
| Bieg na 400 m przez płotki    | Virginia Villalba                                                                                  | 61,13         | Leyka Itzel Archibold                                                                   | 61,97     | Janiele Vieira Leite                                                        | 63,15     |
| Bieg na 3000 m z przeszkodami | Katherine Tisalema                                                                                 | 11:03,52      | Rina Cjuro                                                                              | 11:08,08  | Luz Olivera                                                                 | 11:37,12  |
| Sztafeta 4 x 100 m            | Brazylia · Rayane Santos · Mirna da Silva · Evelyn de Paula · Vitoria Cristina Rosa                | 44,67         | Ekwador · Jimabel Vanesa Ferrin · Maribel Caicedo · Kenia Quiñonez · Ángela Tenorio     | 44,88     | Chile · Camila Arrieta · Mónica Mendoza · Clara Marín · María Ignacia Montt | 46,23     |
| Sztafeta 4 x 400 m            | Brazylia · Stephanie Andreza Guimarães · Janiele Leite · Daysiellen Atla Dias · Tabata de Carvalho | 3:47,04       | Ekwador · Fanny Lilibeth Estupiñán · Lisbeth Guatuñ · Virginia Villalva · Tania Caicedo | 3:49,92   | Peru · Jimena Copara · Deisy Parra · Gabriela Delgado · Denise Mejía        | 3:52,01   |
| Chód na 10 000 m              | Karla Jaramillo                                                                                    | 48:43,95      | Stefany Coronado                                                                        | 49:50,74  | Odeth Roselen Huanca                                                        | 51:24,89  |
| Skok wzwyż                    | Ana Paula de Oliveira                                                                              | 1,86 AJR      | Jennifer Nicole Norberto                                                                | 1,81      | Amanda Vergara                                                              | 1,79      |
| Skok o tyczce                 | Robeilys Peinado                                                                                   | 4,35          | Juliana Campos Noelina Madarieta                                                        | 3,90      |                                                                             |           |
| Skok w dal                    | Leticia Melo                                                                                       | 6,17          | Adriana Chila                                                                           | 6,10      | Aries Sánchez                                                               | 6,00      |
| Trójskok                      | Adriana Chila                                                                                      | 12,97         | Valeria Quispe                                                                          | 12,92 NJR | Camila Arrieta                                                              | 12,61 NYR |
| Pchnięcie kulą                | Grace Conley                                                                                       | 14,88         | Marcia Henkels                                                                          | 13,62     | Ginger Quintero                                                             | 13,53     |
| Rzut dyskiem                  | Catalina Bravo                                                                                     | 47,66         | Iara Capurro                                                                            | 45,85     | Júlia Lavinia Pereira Silva                                                 | 42,48     |
| Rzut młotem                   | Jenny Mina                                                                                         | 55,45         | Silvia Pimenta Rodrigues                                                                | 51,34     | Katherine Ayoví                                                             | 49,74     |
| Rzut oszczepem                | Laura Peredes                                                                                      | 51,44 NJR     | Estefany Chacón                                                                         | 50,81     | Valentina Salazar                                                           | 49,05     |
| Siedmiobój                    | Fiorella Chiappe                                                                                   | 5242 pkt.     | Jennifer Nicole Norberto                                                                | 5081 pkt. | Ingrid Ellen Moreira                                                        | 5042 pkt. |